# Восточный Давао
Восточный Давао (себ. Sidlakang Dabaw, таг. Silangang Dabaw) — провинция на Филиппинах на острове Минданао. Административный центр — город Мати. Административное деление — 10 муниципалитетов и 1 город.

## Физико-географическая характеристика
Восточный Давао — самая восточная провинция страны, расположенная на о. Минданао. Здесь находится и крайняя восточная точка страны — мыс Пусан.
Соседние провинции: Давао-де-Оро с запада, Южный Агусан и Южный Суригао с севера. С востока территория омывается водами Филиппинского моря, частью Тихого океана. Часть территории провинции лежит на полуострове и образует залив Давао. Климат — субэкваториальный, с двумя выраженными сезонами, сухим и влажным.

## История
Из исторических событий значительное — Битва за Давао, 1945 г., период японской оккупации. В ней принимали участие войска Филиппинского содружества и соединения голландских, английских и австралийских войск.

## Руководство
- Губернатор — Корасон Нуньес Маланьяон
- Вице-губернатор — Хосе Майо Альмарио

## Население
Общая численность населения — 517 618 чел. (2010).
Плотность населения — 100,23 чел./км².
Местные разговорные языки — себуано, камайо и мандайя.
У населения развит фольклор — сказки (диваты).
Дома строят в основном из дерева с применением бамбука.

## Административное деление
В административном отношении делится на 10 муниципалитет и 1 город:

### Город
- Мати (Mati)

### Муниципалитеты
- Баганга (Baganga)
- Банайбанай (Banaybanay)
- Бостон (Boston)
- Карага (Caraga)
- Катеел (Cateel)
- Говернор Генеросо (Governor Generoso)
- Лупон (Lupon)
- Манай (Manay)
- Сан-Исидро (San Isidro)
- Таррагона (Tarragona)

## Экономика
Восточный Давао — основной производитель копры на Филиппинах.
Туристический бизнес предлагает ряд интересных мест.
Пляж Тагталисай, пляж Дахикан, курорты Масао-Бич, Ботона-Бич, Грегорио-Масао-Бич, холмы Капитоль, Национальный Парк, бухта Пуджада, острова Пуджада и Ванибан.